# Leionotacris gilloni
Leionotacris gilloni är en insektsart som först beskrevs av Jennifer L. Hollis 1966.  Leionotacris gilloni ingår i släktet Leionotacris och familjen gräshoppor. Inga underarter finns listade i Catalogue of Life.